# Pardis C. Sabeti

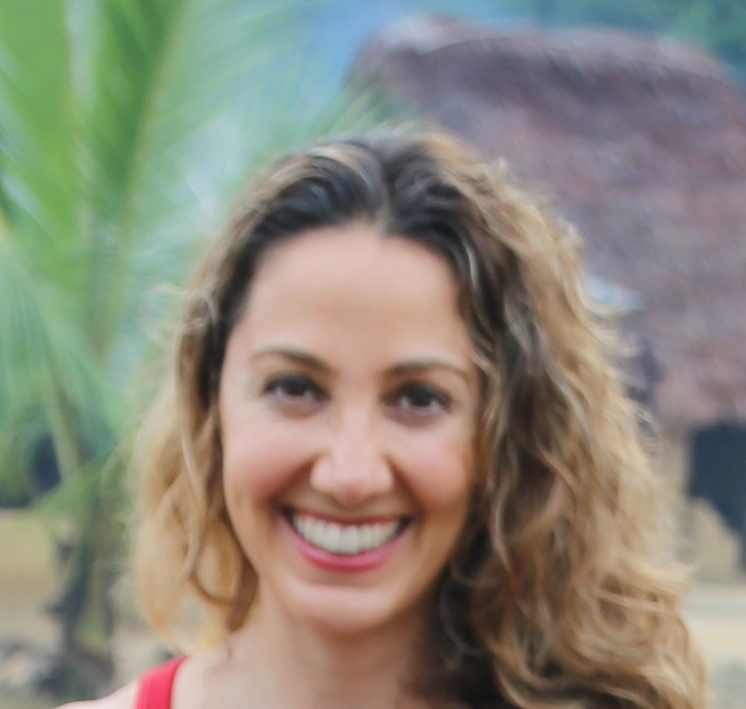
Pardis Christine Sabeti (2013)

Pardis Christine Sabeti (geboren am 25. Dezember 1975 in Teheran, Iran) ist eine iranisch-US-amerikanische Bioinformatikerin und medizinische Genetikerin. Sabeti ist ordentliche Professorin am Center for Systems Biology und dem Department of Organismic and Evolutionary Biology an der Harvard-Universität sowie im Department of Immunology and Infectious Disease der Harvard T.H. Chan School of Public Health und ist Institutsmitglied am Broad Institute sowie ein Howard Hughes Medical Institute Investigator. Sie ist Leiterin des Sabeti Labors. In ihrer Forschung entwickelt sie statistische Methoden, mit denen evolutionäre Effekte in Genomik-Daten gezeigt werden können und beschäftigt sich mit der Genetik von Infektionskrankheiten.
Durch ihre Forschungsarbeiten zum Ebola-Virus-Ausbruch im Jahre 2014 wurde sie zu einer der Personen des Jahres im TIME Magazine (Ebola Fighters) und 2015 zu einer der einflussreichsten Personen der TIME 100 gewählt.

## Leben
Sabeti wurde 1975 in Teheran, Iran, als Tochter von Nasrin und Parviz Sabeti geboren. Ihr Vater stammte aus einer Bahaitum-Familie, trat aber nie offiziell dem Glauben bei. Er war stellvertretender Leiter des iranischen Geheimdienstes SAVAK und ein hochrangiger Sicherheitsbeamter im Schah-Regime. Ihre zwei Jahre ältere Schwester Parisa Sabeti brachte ihr während ihrer Schulzeit das eigene Unterrichtsmaterial bei, weshalb Sabeti ihren Klassenkameraden inhaltlich bis zu zwei Jahre voraus war.

## Karriere und Forschung

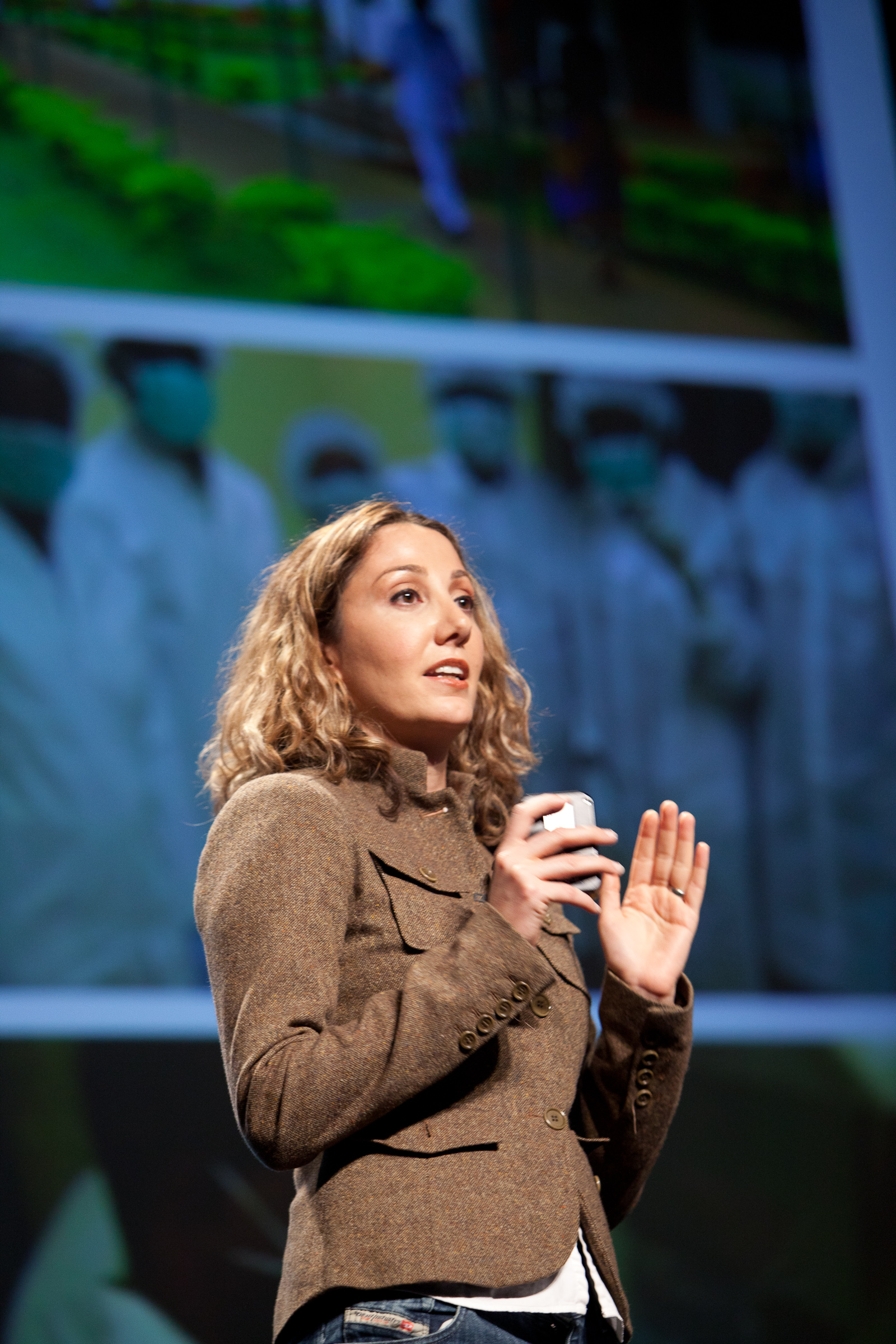
Pardis Sabeti (2011)

Als Doktorandin in Oxford und Postdoktorandin bei Eric Lander am Broad Institute entwickelte Sabeti eine Reihe statistischer Tests, die nach gemeinsamen genetischen Varianten suchen, die bei ungewöhnlich langen Haplotypen zu finden sind um positive Selektion zu identifizieren. Ihre Tests, Extended Haplotype Homozygosity (EHH), der Long Range Haplotype (LRH) Test und Cross Population Extended Haplotype Homozygosity (XP-EHH), sollen vorteilhafte Mutationen nachweisen, deren Häufigkeit in menschlichen Populationen in den letzten 10.000 Jahren rapide angestiegen ist. Als Fakultätsmitglied an der Harvard-Universität haben Sabeti und ihre Gruppe einen statistischen Test entwickelt, um Auswahlsignale genau zu bestimmen, das Composite of Multiple Signals (CMS) und eine Reihe statistischer Tests, um Korrelationen in Datensätzen jeglicher Art zu erkennen und zu charakterisieren, sogenannte „maximal information non-parametic exploration (MINE)“.
Sie entwickelte eine bioinformatische statistische Methode, die Teile des Genoms identifiziert, die den natürlichen Selektionsprozessen unterliegen und einen Algorithmus, der die genetischen Effekte auf die Entwicklung von verschiedenen Krankheiten erklärt. Sie hat in ihrer wissenschaftlichen Karriere unter anderem zur Sequenzierung von Viren, zur Informationstheorie, zur Überwachung von Krankheiten und zu Aufklärungsbemühungen in Westafrika beigetragen, um Ansätze zur Erkennung, Eindämmung und Behandlung tödlicher Infektionskrankheiten zu entwickeln.

## Forschungen zum Ebola-Ausbruch in Westafrika 2014
Im Jahr 2014 gehörte Sabeti zu einem Team unter der Leitung von Christian Happi, einem kamerunischen Genetiker, der mithilfe fortschrittlicher Genomsequenzierungstechnologie einen einzelnen Infektionspunkt von einem Tierreservoir zu einem Menschen beim Ebola-Ausbruch in Westafrika identifizierte. RNA-Veränderungen deuten darauf hin, dass auf die erste Infektion beim Menschen ausschließlich Übertragungen von Mensch zu Mensch folgten.

## Weitere Aktivitäten
Sabeti ist Teilnehmerin der jährlichen Distinguished Lecture Series am renommierten Research Science Institute des MIT für Schüler. Im Mai 2015 hielt sie einen TED-Vortrag mit dem Titel „Wie wir das nächste tödliche Virus bekämpfen“.
Sabeti ist ein World Economic Forum (WEF) Young Global Leader und ein National Geographic Emerging Explorer.
Sabeti ist zudem die Leadsängerin der Rockband Thousand Days und ist auch Moderatorin der von Annenberg Learner gesponserten Bildungsreihe „Against All Odds: Inside Statistics“. Diese Show ist in vielen Lehrplänen für Highschool-Statistik enthalten.

## Auszeichnungen
- 2009: NIH Director's New Innovator Award[24]
- 2017: Richard Lounsbery Award
- 2020: Mitglied der National Academy of Medicine[25]